# Batle General del Reino de Valencia
El Batle General, era un cargo o puesto del Reino de Valencia, que estaba encargado de todo lo relativo a los bienes del rey. Existía uno en cada uno de los reinos que patrimoniales de la Corona de Aragón y bajo cuya autoridad estaban los bailes o batles locales. 

## El Batle General del Reino de Valencia
El batle general tenía a su cargo la administración del Real Patrimonio —de los bienes, derechos, rentas y regalías de dominio y titularidad real: aduanas, peatges, gabela de la sal,...— y de él dependían los batles locales. Entre las responsabilidades del batle general se encontraba la de juzgar las actuaciones contra el patrimonio privativo de los reyes o sus disposiciones, juzgar causas entre moros y entre judíos, etc. Existían dos bailías, una por cada gobernación: la de Valencia y la de Orihuela. 
La figura del batle general ya aparece en el Costum de Valencia de 1239 y sus funciones se irán acrecentando conforme vayan apareciendo los batles locales en el resto de las localidades bajo jurisdicción directa del rey y que están bajo su autoridad. Así se convierte en el hombre de la monarquía que coordina el reino y su jurisdicción era tan amplia como los intereses de la monarquía en el reino. "Reunía en sus manos la jurisdicción civil y criminal sobre mudéjares y judíos de realengo; otorgaba licencias de exportación de productos o para la práctica del corso; controlaba la gestión de todos los oficios del reino; era el receptor y fiscalizador de los ingresos regios; etc."
Además tenía asignado por el rey el conocimiento de las causas de la Casa de la Moneda de Valencia (responsable de la emisión de la moneda del Reino el Real de Valencia), conocida con el nombre de "la Seca", y tenía jurisdicción privativa sobre los oficiales de la misma. Desde 1474 debía conocer los pleitos relacionados con actividades marítimas, y desde 1606 se le debía informar de los pleitos de los oficiales de correos.
Este cargo, como el resto de instituciones del Reino de Valencia fue abolido por el Decreto de Nueva Planta promulgado por Felipe V en 1707.